# Michael Lichtwarck-Aschoff
Michael Lichtwarck-Aschoff (* 1946) ist ein deutscher Arzt und Schriftsteller.

## Leben
Lichtwarck-Aschoff wurde im Isartal geboren und studierte zunächst 1966/67 vier Semester Philosophie an der Universität Hamburg als Stipendiat der Hamburger Patriotischen Gesellschaft und entschied sich dann für ein Medizinstudium. Von 1966 bis 1973 studierte er mittels eines Stipendiums der Studienstiftung des deutschen Volkes an der Ludwig-Maximilians-Universität München (LMU) und wurde 1974 approbiert.
Während seiner Tätigkeit als Assistenzarzt im Bereich Anästhesie am Universitätsklinikum Augsburg von 1974 bis 1979 schloss er 1978 seine Facharztausbildung für Anästhesie ab. Seit 1979 war er Oberarzt der Klinik für Anästhesiologie und Operative Intensivmedizin am Klinikum Augsburg, war 1979 auch Gastarzt an der Intensivstation des Universitätsspitals Basel und 1981 an der Intensivstation des Hôpitaux universitaires de Genève.
Während seiner Zeit als Gastforscher am Institut für Experimentelle Chirurgie der Technischen Universität München von 1988 bis 1991 wurde er 1990 an der TU promoviert. Ferner wurde er 1988 auch Gastforscher in der Abteilung Anästhesiologie und Intensivmedizin des Universitätsklinikums der Universität Uppsala. Im März 1994 erlangte er in Uppsala auch den PhD-Grad für Anästhesie und im Februar 1997 wurde er dort Associate Professor für Anästhesiologie und Intensivmedizin. Im Mai 2002 erhielt er auch von der LMU die Lehrbefugnis für das Fachgebiet Anästhesiologie und lehrte an der Münchner Universität seit 2007 als außerplanmäßiger Professor für Anästhesiologie und Intensivmedizin. Zudem lehrte er an der Albert-Ludwigs-Universität Freiburg.
Nach seiner Zurruhesetzung Ende 2011 widmete er sich der schriftstellerischen Tätigkeit. Er ist verheiratet, Vater zweier Kinder und lebt in Stadtbergen.

## Publikationen (Auswahl)
- Die Auswirkung unterschiedlicher Beatmungsmuster auf Gasaustausch, Hämodynamik und Sauerstofftransport nach Lungenschädigung durch Lavage am Schwein. [Diss.], Technische Universität München, 1989.
- Intrathoracic Fluid and Gas Compartments with Different modes og ventilation. [Diss.], Universität Uppsala, 1994.
- Hoffnung ist das Ding mit Federn. Vom Fliegen. Drei Versuche und ein halber. Klöpfer & Meyer Verlag, Tübingen 2016, ISBN 978-3-86351-264-4
- mit Julian Augustin: Die Rückführungsrichtlinie der Europäischen Union. Richtliniendogmatik, Durchführungspflichten, Reformbedarf. Dike Verlag/BWV Berliner Wissenschafts-Verlag, 2016, ISBN 978-3-8305-2089-4
- Als die Giraffe noch Liebhaber hatte. Vier Entdeckungen. Klöpfer & Meyer Verlag, Tübingen 2017, ISBN 978-3-86351-332-0
- Der Sohn des Sauschneiders oder ob der Mensch verbesserlich ist (Roman über Paul Kammerer). Verlag Klöpfer, Narr, Tübingen 2019, ISBN 978-3-7496-1005-1
- Robert Kochs Affe. Der grandiose Irrtum des berühmten Seuchenarztes (Tatsachenroman), S. Hirzel Verlag, Stuttgart 2021, ISBN 978-3-7776-2917-9.[4][5]
- Der Perückenmacher von Königsberg. Eine schwierige Freundschaft mit Immanuel Kant. S. Hirzel Verlag, Stuttgart 2024, ISBN 978-3-7776-3385-5

## Auszeichnungen
- 2015: 1. Preis Schwäbischer Literaturpreis für Die Hände des Onkels
- 2016: 2. Preis Schwäbischer Literaturpreis für Fragen wenigstens, das hätte ich doch können
- 2016: Jurypreis Irseer Pegasus
- 2016: Kunstpreis des Landkreises Augsburg[6]
- 2022: 3. Preis Schwäbischer Literaturpreis für Und die Ringe haben geschwiegen
- 2024: 2. Preis Schwäbischer Literaturpreis für Sodann wird Gernot L. auf Augenhöhe verbracht